# 花哺鸡竹
花哺鸡竹（学名：Phyllostachys glabrata）为禾本科刚竹属下的一个种。竹竿高达6-7米，产于浙江，笋可食用。

## 扩展阅读
- 維基物種上的相關：花哺鸡竹